# Sadovo
Sadovo (en búlgaro, Садово) es una pequeña ciudad en la provincia de Plovdiv, Bulgaria central. La población, en 2006, era de 2.551. La mayor parte de las personas trabajan en la agricultura, que debido a los fértiles suelos y los altos niveles de mecanización es eficiente y altamente productivo. Las principales cosechas son manzanas, tomates, pimientos, trigo, cebada y arroz. En Sadovo se ha registrado la temperatura más alta en Bulgaria: 45,2 °C.